# San Francisco Buenavista, Tepeaca
San Francisco Buenavista är en ort i Mexiko.   Den ligger i kommunen Tepeaca och delstaten Puebla, i den sydöstra delen av landet, 140 km öster om huvudstaden Mexico City. San Francisco Buenavista ligger 2 270 meter över havet och antalet invånare är 674.
Terrängen runt San Francisco Buenavista är platt åt sydost, men åt nordväst är den kuperad. Runt San Francisco Buenavista är det tätbefolkat, med 319 invånare per kvadratkilometer. Närmaste större samhälle är Tecamachalco, 19,1 km sydost om San Francisco Buenavista. Trakten runt San Francisco Buenavista består till största delen av jordbruksmark.